# Hypercompe alpha
Hypercompe alpha là một loài bướm đêm thuộc phân họ Arctiinae, họ Erebidae.